# Fort Benton
Fort Benton é uma cidade localizada no estado americano de Montana, no Condado de Chouteau.
A localidade foi designada, em 15 de outubro de 1966, um distrito do Registro Nacional de Lugares Históricos bem como, em 5 de novembro de 1961, um Marco Histórico Nacional.

## Geografia
De acordo com o United States Census Bureau tem uma área de 5,4 km², dos quais 5,4 km² cobertos por terra e 0,0 km² cobertos por água. Fort Benton localiza-se a aproximadamente 883 m acima do nível do mar.

## Localidades na vizinhança
O diagrama seguinte representa as localidades num raio de 40 km ao redor de Fort Benton.

## Demografia
Segundo o censo americano de 2000, a sua população era de 1594 habitantes.
Em 2006, foi estimada uma população de 1470, um decréscimo de 124 (-7.8%).

## Lista de marcos
A relação a seguir lista as entradas do Registro Nacional de Lugares Históricos em Fort Benton. O primeiro marco foi designado em 15 de outubro de 1966 e o mais recente em 28 de janeiro de 2009. Aqueles marcados com ‡ também são um Marco Histórico Nacional.
- Chouteau County Courthouse
- Citadel Rock
- Eagle Butte School
- Fort Benton‡
- Fort Benton Bridge
- Fort Benton Engine House
- Grand Union Hotel
- I. G. Baker House
- Masonic Building
- St. Paul's Episcopal Church